# 무신사 스튜디오
무신사 스튜디오는 무신사가 만든 패션특화 공유오피스다. 2018년 6월에 동대문점을 오픈했다.
무신사의 경영 철학인 ‘브랜드의 실질적인 돕는 동반성장 전략’에 의거, 중소규모 브랜드를 육성, 발굴하고 지원하기 위해 지어졌다. 패션에 특화된 공간과 서비스를 제공, 디자이너가 본업에 집중할 수 있는 최적의 환경을 조성했다.
입주 기업 중 패션업계 종사자 비율 80% 이상. 브랜드뿐 아니라 원단, 부자재, 패턴, 프로모션 기업 등이 입주해있다. 사업에 실질적 도움을 주는 정보를 비롯해 인적 네트워킹 효과까지 누릴 수 있다.

## 위치
1. 동대문점
동대문 패션타운 관광특구 현대시티아울렛에 위치해 있다. 1, 2, 4, 5호선 동대문역사문화공원역에서 도보 5분 거리. 광화문, 종로, 성수동, 이태원동, 한남동, 강남 등 핵심 도심지 버스 노선상에 있어 교통이 매우 편리하다. 동대문 종합시장을 포함, 각종 도·소매 상가와 인접해있다. 패션 브랜드 오피스로는 최적의 지리적 조건이다.
2. 한남점
지하철 6호선 이태원역에서 도보 1분. 우사단로와 이태원로가 만나는 사거리 중심이자 꼼데길이라 불리는 한남동 패션 거리 근처에 위치해 있다. 주변에 크고 작은 브랜드숍과 팝업 스토어, 편집 매장이 즐비해있어 패션 트렌드를 파악하는데 매우 유리하다.
3. 성수점
지하철 2호선 성수역과 직접 연결되는 통로가 있다. 4번출구 방면 구름다리를 이용하면 무신사 스튜디오 3층으로 출입이 가능하다. MZ세대의 핫플레이스로 급부상 중인 성수동 초역세권에 위치한 사무실이다. 각종 카페와 브랜드숍이 모여있는 연무장길 입구에 있어 트렌드에 민감한 패션업계 종사자에겐 최고의 지리적 조건이라 할 수 있다.

## 시설
독립된 사무공간과 공용으로 쓰는 패션특화 공간이 있다.

1. 동대문점
현대시티아울렛 동대문점의 총 4개층을 사용한다. 12층, 13층은 사무 공간. 지하 3층은 패킹존과 창고, 지하 4층은 촬영 스튜디오와 창고 시설을 마련해뒀다. 공간 설계부터 패션 브랜드를 염두에 두고 만든 그림이다.
- 촬영스튜디오: 11개의 촬영 스튜디오가 있다. 각 스튜디오마다 조명이 설치되어있다. 풀프레임 DSLR 카메라도 대여 가능.
- 재봉실: 재봉틀, 다리미 등이 비치되어 있어 간단한 수선 작업이 가능하다.
- 창고: 재고 파악과 제품 출고 작업을 신속하게 처리할 수 있다.
- 패턴실: 패턴, 재단, 그레이딩, 마카 작업을 도와주는 전문 패턴사가 상주해있다.
- 패킹존: 넓은 작업대가 있는 패킹 전용 공간. 창고, 택배 상하차 구역과 인접해있어 제품 출고 작업에 용이하다.
- 워크룸: 디자인이나 실측 작업에 편리한 넓은 작업대가 있는 공간.
- 피팅룸 : 촬영 스튜디오와 각 사무실 구역마다 피팅룸이 있다. 편리하게 옷을 착용해볼 수 있는 공간.
- 메이크업룸: 고휘도 조명이 설치된 메이크업 공간.
- 라이브러리: 매월 업데이트되는 월간 패션 매거진과 해외 서적을 볼 수 있다.

2. 한남점
이태원로의 중심에 통유리 채광의 신축 빌딩을 사용한다. 4층부터 8층까지 총 5개층으로 이루어져있다. 각 층마다 사무실과 공용 공간을 두어, 프라이빗한 업무 공간과 자연스러운 네트워킹이 오가는 오픈 라운지로 구성했다.
- 촬영스튜디오: 룩북도 찍을 수 있을 만큼 넓은 촬영 스튜디오가 있다. 조명 장비, 카메라 대여 가능.
- 창고: 재고 파악과 제품 출고 작업을 신속하게 처리할 수 있다.
- 패킹존 & 워크룸: 디자인이나 실측 작업에 편리한 넓은 작업대가 있는 공간.
- 브랜드 쇼룸: 입주 브랜드의 제품을 전시하는 팝업 공간.
- 매거진존: 매월 업데이트되는 월간 패션 매거진과 해외 서적을 볼 수 있다.

3. 성수점
스탈릿 빌딩의 3층부터 9층까지 무신사 스튜디오다. 1층에는 스타벅스, 모나미, 와인앤모어 매장이, 2층에는 레스토랑인 스케줄성수가 있다. 3층은 무신사 테라스와 무신사 스튜디오 인포메이션이 있다. 4층부터 8층까지는 사무&패션특화 공간이며, 9층엔 루프탑 라운지가 있다.
- 촬영스튜디오: 자연광 스튜디오가 있다. 조명 장비, 카메라 대여 가능.
- 패킹존 & 워크룸: 디자인이나 실측 작업에 편리한 넓은 작업대가 있는 공간.
- 매거진존: 매월 업데이트되는 월간 패션 매거진과 해외 서적을 볼 수 있다.
- 무신사 테라스 : 패션문화 편집공간 무신사 테라스가 있다. 브랜디드 카페 콘셉트로, 브랜드와 협업한 카페 겸 쇼룸으로 운영된다.

## 서비스
패션특화 공간이라는 물리적 요소 외에도, 1인 기업이나 소규모 브랜드가 구축하기 어려운 서비스나 비즈니스에 도움이 되는 인프라를 제공한다.
- 저렴한 택배비: 수량에 상관없이 택배 한 건당 1,710~1,850원(지점마다 상이). 웬만한 3자물류보다 저렴한 비용이다. 수량이 많을수록 절약되는 비용도 커지니 택배비 아껴서 임대료 낸다는 말이 괜히 나온게 아니다.
- 교육 프로그램: 입주 멤버를 대상으로 무료 비즈니스 강의 개최. 크라우드펀딩, 마케팅, 세무 교육 등 패션 실무자게에 유익한 프로그램으로 구성했다.
- 인플루언서 마케팅 서비스: 무신사 스튜디오 인플루언서가 브랜드의 제품을 홍보한다. 일반 대행사에 의뢰할 경우 비용이 발생하는 반면, 무신사 스튜디오에서는 입주 멤버 간 ‘협업’의 개념이다. 론칭 초기 브랜드의 인지도를 높이는데 한 몫 하고 있다고.
- 촬영 서비스: 입주해있는 전문 포토그래퍼와 협업. 제품의 상세 이미지나 실제 착용 이미지를 촬영한다. 장소 대관, 장비 대여, 모델 섭외 등 촬영 한번 하는데 드는 시간과 비용을 절감할 수 있다는 장점.
- 밋업&네트워킹 파티: 멤버 간 소통을 위한 다채로운 프로그램이 열린다. 런치 밋업, 티타임, 팝업 쇼룸, 플리마켓 등을 개최. 멤버 간 협업을 독려한다.

물론 기본적인 사무 서비스는 기본이다. 사무용 가구, 커피&맥주 무제한, 초고속 인터넷, 냉·난방 시스템, 클리닝 서비스를 제공하며 365일 24시간 이용 가능하다. 신규 입주 멤버에게는 유용한 사무용품으로 구성된 웰컴킷을 제공한다. 유지비나 관리비가 전혀 들지 않는다. 그야말로 노트북만 들고 오면 되는 사무실이다.

## 임대 상품
- 프라이빗 오피스: 독립된 오피스로, 인원에 증감에 따라 사무실 이동이 편리하다. 1인실부터 20인실 이상 다양한 크기의 사무실 보유. 지점마다 월 이용료가 상이하다.
- 쉐어 오피스 기본형: 6인실 내 1개의 지정된 데스크를 사용. 주로 1인 기업이 선호하는 상품이다. 동대문점과 한남점에만 적용된다.
- 쉐어 오피스 확장형: 8인실 내 2개의 지정된 데스크를 사용. 넓은 작업 공간을 원하는 1인 기업이 많이 쓴다. 동대문점에만 적용된다.
- 오픈 데스크: 라운지의 비지정석 데스크를 사용하는 상품. 비상주 사무실을 원하거나 주 2~3회 비정기적으로 동대문을 방문하는 고객을 위한 상품. 동대문점과 성수점을 교차 이용 가능하다.
- 지점, 업종, 업태, 계약 기간에 따라 추가 할인 발생.

## 부대시설 및 인프라
동대문 현대시티아울렛의 다양한 상점에서 제휴 할인을 받을 수 있다. 식당가, 교보문고, 핫트랙스, CGV 동대문점, ABC마트, 치과, 헤어샵 등. 건물 내 제휴사만 약 30여 곳. 한남점, 성수점까지 포함하면 제휴 매장만 50여 곳이 넘는다.

무신사 스튜디오 내부 기업 간의 인프라도 탄탄하다. 원단, 패턴, 라벨, 부자재, 프로모션, 도매 등 패션 생태계를 이루는 모든 요소가 한 곳에 있다. 거래처 찾으러 멀리 갈 필요도 없다. 디자인부터 생산까지 모든 과정이 협업을 통해 일사천리로 진행된다.